# الحدود التركية السورية

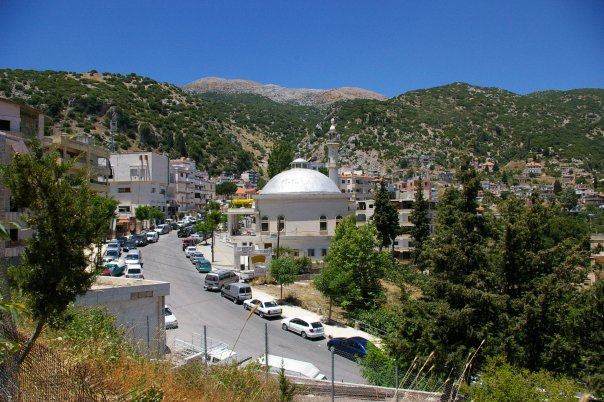
صورة لبلدة كسب السورية تظهر جبل الأقرع في الخلفية على الجانب التركي

يبلغ طول الحدود بين الجمهورية العربية السورية وجمهورية تركيا (الحدود السورية التركية) حوالي 909 كيلومترات (565 ميل)، تمتد الحدود من غرب البحر الأبيض المتوسط إلى النقطة الحدودية الثلاثية مع العراق في الشرق. تقطع الحدود أعالي بلاد ما بين النهرين (الجزيرة الفراتية) لحوالي 400 كيلومتر (250 ميل)، وتقطع نهر الفرات إلى أن تصل حتى نهر دجلة. يتبع جزء كبير من الحدود الامتداد التركي الجنوبي لسكة حديد بغداد تقريبًا على طول خط العرض 37 بين خطي الطول 37 و 42 الشرقيين. في الغرب تكاد الحدود تحيط بمحافظة هاتاي التركية، تتبع الحدود جزئيًا مجرى نهر العاصي وتصل إلى ساحل البحر الأبيض المتوسط عند سفح الجبل الأقرع.
منذ اندلاع الحرب الأهلية السورية، ازدادت حدة التوترات على الحدود، ووقعت عدة اشتباكات فضلاً عن تدفق أعداد كبيرة من اللاجئين إلى الداخل التركي.

## الوصف

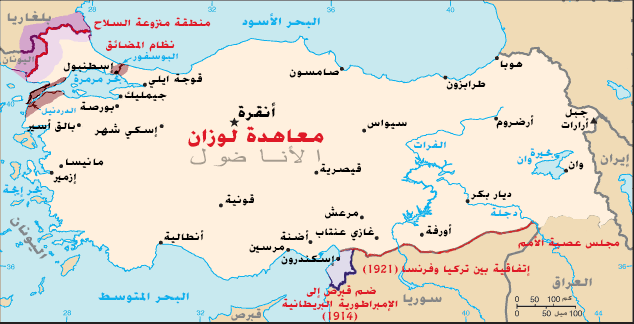
الحدود التركية كما حددتها معاهدة لوزان عام 1923

منذ استيلاء تركيا على دولة هاتاي عام 1939، باتت الحدود السورية التركية اليوم تلامس ساحل البحر الأبيض المتوسط في منطقة رأس البسيط جنوب الجبل الأقرع (35.9288 درجة شمالاً 35.9178 درجة شرقاً). تقع محافظة هاتاي على حدود محافظات حلب و اللاذقية وإدلب السورية. يقع المعبر الحدودي في أقصى الغرب (وأقصى الجنوب) عند 35.905 درجة شمالاً 36.010 درجة شرقاً على بعد حوالي 3 كيلومترات غرب مدينةيايلاداغي. تصل الحدود إلى أقصى نقطة جنوبا عند خط عرض 35.808 درجة شمالاً و 36.152 درجة شرقاً على بعد 2 كيلومتر غرب بداما لتشمل قرية توبراكتوتان (بيسون) المهجورة اليوم في هاتاي.
تمتد الحدود اليوم شمالًا وشرقًا لتتبع جزء من مجرى نهر العاصي، حيث بدأ في عام 2011 بناء سد الصداقة [الإنجليزية] بين سوريا وتركيا (ولكن تأجل تدشينه منذ ذلك الحين بسبب الحرب الأهلية السورية)، تمتد الحدود إلى الشرق حتى معبر باب الهوى الحدودي على طريق الإسكندرونة - حلب، ثم شمالًا إلى الحدود بين هاتاي ومحافظة غازي عنتاب ، حيث تتجه بحدة شرقاً خارج قرية ميدان إكبس (منطقة عفرين) عند 36.830 درجة شمالاً 36.665 درجة شرقًا.
على الجانب التركي، يمتد الطريق الأوروبي E90 بمحاذاة الحدود، ويعبر نهر الفرات عند البيرة ونهر دجلة في مدينة جزيرة ابن عمر. أما في آخر 30 كم فتتبع الحدود مجرى نهر دجلة وتتجه نحو الجنوب الشرقي حتى تصل إلى النقطة الحدودية الثلاثية بين العراق وسوريا وتركيا عند 37 ° 06′22 ″ N 42 ° 21′18 ″ E / 37.106 ° شمالًا 42.355 درجة شرقًا.

## تاريخ
في بداية القرن العشرين، كانت المنطقة الحدودية بأكملها جزءًا من الإمبراطورية العثمانية. خلال الحرب العالمية الأولى نجحت الثورة العربية الكبرى (بدعم من البريطانيين) في طرد العثمانيين من سوريا وبلاد ما بين النهرين، لكن بريطانيا وفرنسا اتفقتا سراً على تقسيم المنطقة بينهما في عام 1916 عبر اتفاقية سايكس بيكو.
في عام 1920 أصبحت سوريا رسميًا منطقة انتداب فرنسي حيث قسمت في البداية إلى عدة الدول، بما في ذلك المنطقة الخاضعة للسيطرة الفرنسية سنجق الإسكندرونة أو (مقاطعة هاتاي اليوم). بموجب معاهدة سيفر عام 1920، كان من المقرر تقسيم تركيا الأناضولية، ونقل الحدود السورية التركية إلى الشمال أكثر مما هي عليه اليوم. أثارت المعاهدة غضب القوميين الأتراك وساهمت في اندلاع حرب الاستقلال التركية. أدى انتصار تركيا في هذا الصراع إلى أن تصبح معاهدة سيفر غير نافذة. رسمت حدود جديدة أكثر ملاءمة لتركيا بموجب معاهدة أنقرة الفرنسية التركية في عام 1921 بعد مفاوضات بين رئيس الوزراء الفرنسي أريستيد برياند ووزير الخارجية التركي يوسف كمال بك.
بموجب معاهدة لوزان لعام 1923، تم الاعتراف باستقلال تركيا والاتفاق على تسوية إقليمية أكثر سخاء، وإن كان ذلك على حساب تخلي تركيا رسميًا عن أي مطالبة بالأراضي العربية. لاحقا بعد اتفاقية لوزان، رسمت الحدود السورية التركية بشكل أكثر دقة بين ميدان أكبس ونصيبين في عام 1926، وبين نصيبين والنقطة الحدودية الثلاثية مع العراق في عام 1929. تمت المصادقة على بروتوكول ترسيم الحدود النهائي الذي يغطي كامل الحدود من شرق هاتاي وإيداعه لدى عصبة الأمم في 3 مايو 1930.
تعتبر مقاطعة هاتاي التركية من الحالات الحدودية الخاصة، والتي ظلت تتمتع بالحكم الذاتي حتى عام 1923، ثم أصبحت جزءًا من سوريا باسم لواء إسكندرون، واستقلت لفترة وجيزة باسم ولاية هاتاي في عام 1938، قبل أن تضمها تركيا كمقاطعة هاتاي في عام 1939. هاتاي قسم من الحدود تم ترسيمه في عام 1938 ثم تأكيده في العام التالي، حيث وضعت علامة على الأرض بواسطة العديد من الأعمدة. نقلت هاتاي رسميًا إلى تركيا في 23 يوليو 1939.
نالت سوريا استقلالها عام 1944 وأصبحت الحدود بعد ذلك واحدة بين دولتين ذواتي سيادة. عندما انضمت تركيا إلى الناتو عام 1952 وإلى منظمة الأمن والتعاون في أوروبا عام 1973 شكلت حدودها مع سوريا أيضًا حدودًا خارجية لهذه المنظمات. واصلت سوريا ادعاءها بأن محافظة هاتاي هي جزء من سوريا الكبرى، وغالبًا ما تصور المنطقة كجزء من سوريا على الخرائط الرسمية على الرغم من أن هذه المزاعم كانت أقل وضوحًا في العقود الأخيرة.
منذ اندلاع الحرب الأهلية السورية في عام 2011، تصاعدت التوترات عبر الحدود ووقع عدد من الاشتباكات. كما كان هناك تدفق كبير للاجئين عبر الحدود إلى تركيا. [15] بدأت تركيا بناء حاجز حدودي في عام 2014. بحسب المرصد السوري لحقوق الإنسان، فقد قُتل نحو 471 مدنياً سورياً بينهم 86 طفلاً و45 امرأة على أيدي الدرك التركي على الحدود السورية التركية منذ بداية الحرب الأهلية السورية.

## المعابر الحدودية
من الغرب إلى الشرق:
| تركيا                   | سوريا       | تفاصيل           | السيطرة في سوريا      |
| ----------------------- | ----------- | ---------------- | --------------------- |
| يايلاداغي غومروك كابيسي | كسب         | شارع             | الحكومة السورية، مغلق |
| جيلفة جوزو              | باب الهوى   | شارع             | المعارضة السورية      |
| أونجوبينار سينير كابيسي | باب السلامة | شارع             | المعارضة السورية      |
| إصلاحية                 | إكبز        | سكة حديدية       | وحدات حماية الشعب     |
| تشوبانبي                | الراعي      | سكة حديدية       | المعارضة السورية      |
| كاركاميش                | جرابلس      | شارع             | المعارضة السورية      |
| مرشدبينار               | عين العرب   | سكة حديدية       | وحدات حماية الشعب     |
| أقجه قلعة               | تل أبيض     | شارع             | وحدات حماية الشعب     |
| جيلانبينار              | رأس العين   | شارع             | وحدات حماية الشعب     |
| شنيورت                  | الدرباسية   | شارع             | وحدات حماية الشعب     |
| نصيبين                  | القامشلي    | شارع، سكة حديدية | الحكومة السورية       |